# Ella Gross
Ella McKenzie Gross (/ˈɛlə mə kɛŋˈziː ɡrəʊs/; em coreano:  엘라 메켄지 그로스; Los Angeles, 1 de dezembro de 2008), também conhecida mononimamente como Ella, é uma cantora, modelo infantil e atriz estadunidense. Ela começou sua carreira como modelo aos dois anos de idade e já foi modelo para marcas de moda como H&M, Levi's e GAP. Como cantora, Gross estreou como integrante do girl group sul-coreano Meovv em 6 de setembro de 2024, sob a The Black Label.

## Início de vida
Ella McKenzie Gross nasceu em 1 de dezembro de 2008, em Los Angeles, Califórnia, de mãe coreana e pai germano-americano, com o nome coreano, Nabi (em coreano:  나비). Ela também tem um irmão mais novo, nascido com dois anos de diferença. Quando criança, Gross aprendeu balé e artes marciais mistas.

## Carreira

### 2011–2023: Carreira de modelo
Citada como um "prodígio" tanto na modelagem quanto na atuação, Gross apareceu pela primeira vez na capa de uma revista aos dois anos de idade, depois que ela foi descoberta em um parque na Coreia do Sul. Nessa época, seu pai, um ex-promotor militar, foi enviado de Los Angeles para o país, o que levou toda a família a visitar. Sua mãe, que também já foi modelo de roupas infantis, considerou a oferta positivamente. Após um ano e meio de início do jardim de infância, Gross retomou seus avanços como modelo; sua mãe, que trabalhava como advogada, desde então ajudava a filha no trabalho ao seu lado. Assinando com a Lvl Up Management, e mais tarde com a L.A. Models, Gross modelou para as marcas: Zara, H&M, GAP, Fendi, Levi's, e Tommy Hilfiger; e estreou na passarela aos nove anos no desfile de moda Tokyo Girls Collection Outono/Inverno 2018 realizado na Saitama Super Arena, Tóquio, Japão, diante de um público de 30.000 espectadores. Gross depois desfilou nas passarelas da Tokyo Girls Collection S/S 2019 e New York Fashion Week de 2018. Em julho de 2019, ela também apareceu em um comercial da Baskin Robbins na Coreia do Sul.
Saindo de sua antiga agência, Gross assinou com The Black Label em julho de 2018 para gerenciar sua carreira de modelo. Seu co-fundador, Teddy Park, declarou: "Ela tem uma voz especial que é completamente capaz de ser uma cantora também", avaliando o potencial de ingressar na indústria musical. Também foi dito que Rosé do Blackpink queria pegar uma música demo gravada por Gross após uma audição. Em meio a suas viagens de negócios de Los Angeles para a Coreia do Sul, ela aprendeu ainda mais rotinas de dança com coreógrafos do país. Gross começou sua carreira de atriz na empresa norte-americana Monster Talent Management, que também administra nomes como Zendaya e Dylan Minnette.

### 2024–presente: Estreia com Meovv
Em fevereiro de 2024, uma série de fotos vazadas de estagiárias da The Black Label, que supostamente seriam membros do próximo girl group da agência, se espalharam rapidamente online, incluindo Gross. No mesmo mês, a agência anunciou seus planos de lançar um novo girl group no primeiro semestre de 2024. Em 22 de agosto de 2024, The Black Label revelou Gross como a primeira integrante do primeiro girl group de sua empresa, Meovv, que estreou em 6 de setembro de 2024.

## Imagem pública
Gross atraiu interesse nos Estados Unidos e no exterior por seus genes e aparência mestiça, que lembram uma jovem Miranda Kerr. Os meios de comunicação coreanos a citaram como uma jovem Song Hye-kyo, ou foi apelidada de "pequena Jennie" pelos fãs do Blackpink após uma foto postada com a cantora. Sua viralidade nas plataformas de mídia social levou sua conta no Instagram, administrada por sua mãe na época, a ganhar muitos seguidores.

## Outros empreendimentos

### Filantropia
Gross usou sua plataforma para abordar tópicos como mudanças climáticas e a guerra na Ucrânia, e atuou em um júri de juízes para o projeto Alto-comissariado das Nações Unidas para os Refugiados (ACNUR) X Uniqlo intitulado "Concurso de Arte Jovens com Refugiados" em 2023.

## Filmografia

### Filme
| Ano  | Título                       | Papel         | Ref.   |
| ---- | ---------------------------- | ------------- | ------ |
| 2019 | Malibu Rescue: The Movie     | Sasha Gossard | [ 23 ] |
| 2020 | Malibu Rescue: The Next Wave | Sasha Gossard | [ 12 ] |

### Série de televisão
| Ano  | Título            | Papel         | Notas                           | Ref.   |
| ---- | ----------------- | ------------- | ------------------------------- | ------ |
| 2018 | Heathers          | Betty (jovem) | —                               | [ 9 ]  |
| 2019 | Malibu Rescue     | Sasha Gossard | Episódio 4 (Dia da Família)     | [ 20 ] |
| 2019 | Teachers          | Julie         | Temporada 3; Episódios 18–19    | [ 8 ]  |
| 2020 | Star Trek: Picard | Soji (jovem)  | Episódio 6 (A Caixa Impossível) | [ 12 ] |
| 2022 | Best Foot Forward | Ella          | Episódio 6 (Halloween)          |        |

### Aparições em videoclipes
| Ano  | Título da canção                                                   | Artista | Ref.   |
| ---- | ------------------------------------------------------------------ | ------- | ------ |
| 2018 | "Hello Tutorial" (멋지게 인사하는 법) (part. Seulgi do Red Velvet) | Zion.T  | [ 25 ] |